# Сидоров Веніамін Андрійович
Веніамін Андрійович Сидоров (1924–1943) — старший сержант Робітничо-селянської Червоної Армії, учасник німецько-радянської війни, Герой Радянського Союзу (1943 року).

## Біографія
Веніамін Сидоров народився 12 серпня 1924 року в селі Ізошур (нині — Кезький район Удмуртії). Працював у колгоспі після закінчення школи. У серпні 1942 року Сидоров був призваний на службу до Робітничо-селянської Червоної Армії. З січня 1943 — воював на фронтах Великої Вітчизняної війни.
До серпня 1943 старший сержант Веніамін Сидоров командував 496 винищувально-протитанковим артилерійським полком 6-ї гвардійської армії Воронезького фронту. Відзначився під час Курської битви. 17 серпня 1943 року в бою біля села Качалівка Краснокутського району Харківської області Української РСР полк Сидорова підбив два ворожі танки. Залишившись із усього полку єдиним у строю, Сидоров продовжував вести вогонь, підбив ще один танк, але сам загинув. Похований у Качаловці.
Указом Президії Верховної Ради СРСР від 21 вересня 1943 року за «зразкове виконання бойових завдань командування на фронті боротьби з німецькими загарбниками та виявлені при цьому мужність і героїзм» старший сержант Веніамін Сидоров посмертно був удостоєнний звання Героя Радянського Союзу. Також був нагороджений орденом Леніна та двома орденами Вітчизняної війни 1-го ступеня.
На честь Сидорова названо вулицю в селищі Кез і встановлено обеліск у селі Стара Гия.